# Annabelle Sun Dance
Annabelle Sun Dance, também conhecido por Annabelle No. 3, é um filme mudo estadunidense de curta metragem em preto e branco, lançado em 1894, dirigido e produzido por William K. L. Dickson para o Edison Studios, de Thomas Edison. Foi estrelado pela atriz e dançarina Annabelle Moore. É um dos vários filmes de dança que Annabelle realizou para Dickson e Edison, como Annabelle Butterfly Dance (1894), Annabelle Serpentine Dance (1895), Annabelle in Flag Dance (1896), entre outros.

## Elenco
- Annabelle Moore ... Ela mesma (performance solo)